# 南日れん
南日 れん（なんにち れん、1952年 - 2012年8月6日）は、日本の漫画家。東京都生まれ。初期のペンネームは南日蓮。

## 来歴
高校在学中の1971年に林静一と林の所属するアニメ会社「ナック」社員を中心とした劇画同人会に参加する。1974年9月、『蒼い馬I』（北冬書房）に処女作「夢に棲む女」を掲載。『夜行』（北冬書房）、『漫画カルメン』『漫画ラブラブ』『漫画セクシャル』『アダムス』『劇画パニック』『スーパーコミック』『エロトピアデラックス』『COMICばく』（日本文芸社）等に作品を発表した。

## 単行本リスト
- 恋語りPart1 南日れん抒情劇画集（北冬書房、1985年）
- 誘惑カルチャー（壱番館書房、1986年）
- 女が匂う時（司書房、1986年）
- 愛をショッピング（ワニマガジン社、1990年）
- あの娘にタッチ（コスミックインターナショナル、1990年）
- 挑発ごっこ（シュベール出版、1993年）
- ウズウズさせて（コスミックインターナショナル、1996年）
- 奥さまは恋ざかり（双葉社、1996年）
- 恋語りPart2 南日れん作品集（北冬書房、2014年）